# الدوري البلغاري الممتاز 1973-74
الدوري البلغاري الممتاز 1973-74 (بالبلغارية: „А“ група 1973/74)‏ هو الموسم 50 من الدوري البلغاري الممتاز. أشرف على تنظيمه اتحاد بلغاريا لكرة القدم، وكان عدد الأندية المشاركة فيه 16، وفاز فيه ليفسكي صوفيا.